# Kronenburgerhütte
Kronenburgerhütte ist ein Teil des Ortes Kronenburg in der Gemeinde Dahlem im nordrhein-westfälischen Kreis Euskirchen. Das Dorf liegt als sogenannte Talsiedlung südlich des Ortsteils Kronenburg. Durch Kronenburgerhütte fließt die Kyll, und am westlichen Ortsrand liegt der Kronenburger See.

## Geschichte
Der Name geht auf eine Eisenhütte zurück, deren Produkte des täglichen Bedarfs wie Stubenöfen, Takenplatten und Brandroste bis in die Niederlande und an den Niederrhein veräußert wurden. Ende des 18. Jahrhunderts ging die Eisenhütte ein.
Sehenswert ist die Brigidakapelle an der Kyll. Mit dem Bau der Kapelle wurde 1736, nach anderen Quellen 1734, begonnen. 1901 wurde ein kleiner Glockenturm angebaut, die Kapelle renoviert und der Sakralraum erhöht.

## Verkehr

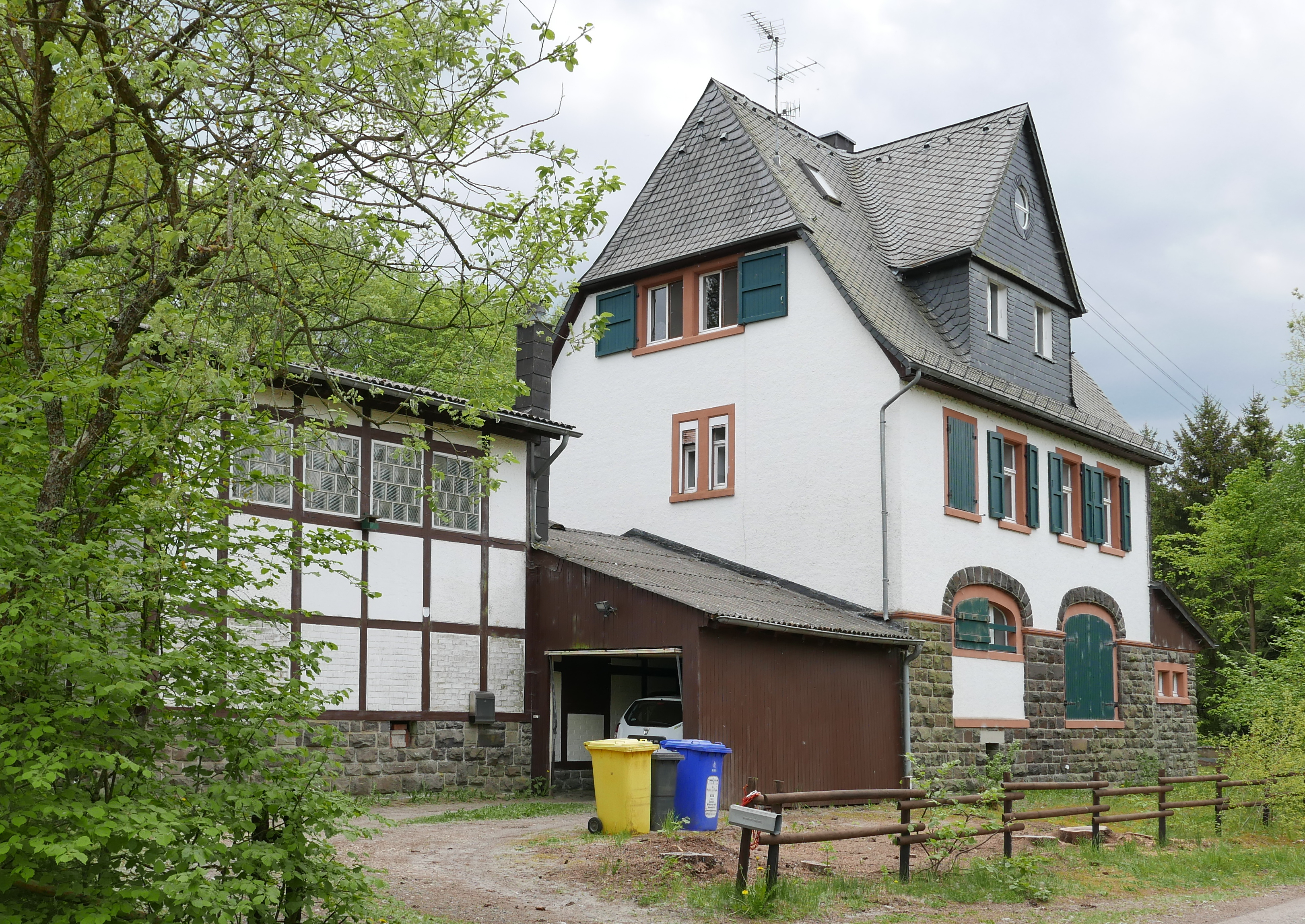
Ehemaliger Bahnhof Kronenburg

Am nördlichen Ortsrand verläuft die B 421, örtlich als Sankt-Vither-Straße benannt. Die nächste Autobahnanschlussstelle ist Blankenheim an der A 1. Südlich des Ortes verläuft die 2003 stillgelegte Trasse der Vennquerbahn, die 2015 zum Radwanderweg Kyll-Radweg umgebaut wurde. Das ehemalige Bahnhofsgebäude im Osten von Kronenburgerhütte ist heute ein Wohnhaus.
Die VRS-Buslinie 834 der RVK verbindet den Ort, überwiegend als TaxiBusPlus nach Bedarf, mit Dahlem, Kronenburg, Berk und Schmidtheim.
| Linie | Verlauf |
| ----- | --- |
| 834   | MiKE (außer im Schülerverkehr): (Blankenheim –) Schmidtheim – Dahlem Bf – Baasem – Kronenburg – Kronenburgerhütte – Frauenkron – Berk |